# CryoShell
Cryoshell — датская группа жанра альтернативный рок из Копенгагена, образованная в 2006 году и хорошо известная работой с компанией Lego для саундтрека линейки BIONICLE.

## Песни
«Creeping in my Soul» — Первый релиз Кристины Лоренцен, ведущей певицы группы, и ремейк этой песни будет на их новом альбоме. использовалась для продвижения серии Лего «Барраки» в первом полугодии 2007 года. Также, 29.11.2009, в продажу на iTunes появился сингл — ремикс этой же самой песни.
«Face Me» — Песня, которая использовалась для серии Лего «Тоа Мари» во втором полугодии 2007 года. Песня была написана и исполнена текущими участниками Cryoshell, однако вокалистом был Нильс Бринк вместо Кристины Лоренцен. Ремейк этой песни с вокалом Лоренцен будет на их новом альбоме. Песня доступна для закачки на BIONICLE.com.
«Gravity Hurts» — Песня, использовавшаяся для серии Лего «Фантока» в начале 2008 года, присутствует в видео «BIONICLE: ретроспектива» (недоступная ссылка). Как и в случае с Face Me, вокалистом был Нильс Бринк. Новая версия также появится на альбоме.
«Closer to the Truth» — Промопесня для серии Лего «Мистика» 2008 года. Ремейк этой песни будет на их новом альбоме. Этот трек заметен тем, что клип на него утёк в интернет за неделю до официального релиза, где он ещё назывался «Take Me Home» — песню переименовали в последний момент именно из-за утечки.
«Bye Bye Babylon» — Записана для нового фильма, BIONICLE: The Legend Reborn, а также для продвижения всех наборов серии Лего Бионикл за 2009 года. Песня доступна для закачки на iTunes, а версия с цензурой — на BIONICLE.com.
«Murky» — песня из первого альбома
«Trigger» — песня из первого альбома
«Come to my heaven» — песня из первого альбома
«Falling» — песня из первого альбома
По прошествии некоторого времени, группа продолжила сотрудничать с Lego, но уже во благо новой серии — LEGO Hero Factory.
«Breakout» — Записана для одноимённой линейки LEGO Hero Factory в 2012.
«Nature girl» — выпущена в 2018 году
«Dont look down» — вторая песня 2018-го
«Slipping» — последняя песня в 2018
«Dive» — первая песня 2020, выпущена 3 апреля
«Faux» — вышла 19 марта 2021 года
Также были выпущены ремиксы старых песен с Будапештским художественным оркестром. Пока их только 2: Gravity hurts (2018) и Creeping in my soul (2019, единственная в том году)
10 августа 2023 года вышла песня «As above, so below», выпущенная совместно с исполнителем Essenger и приуроченная к дню Bionicle.

## Альбомы

### CryoShell
Первый альбом группы содержит песни:
1. Creeping In My Soul (3:59)
2. Bye Bye Babylon (4:36)
3. Trigger (3:52)
4. Feed (4:19)

Обложка EP

5. Closer To The Truth (Take Me Home) (4:02)
6. Falling (4:26)
7. The Room (4:04)
8. Come To My Heaven
9. Murky (3:56)
10. No More Words

Песни Creeping In My Soul, Bye Bye Babylon, Closer To The Truth (Take Me Home), Falling и Murky с 5 января 2010 года стали доступны на iTunes в составе Creeping In My Soul EP по цене каждая $0,99, а ссылки на Feed и The Room группа поместила в своем канале на YouTube 7 июня 2010 года для скачки абсолютно бесплатно.
Сам альбом вышел 7 июня 2010 года на iTunes и в CD-версии, но доступен только для жителей Дании ввиду отсутствия у группы международного дистрибьютора.